# Plodongan
Plodongan is een bestuurslaag in het regentschap Wonosobo van de provincie Midden-Java, Indonesië. Plodongan telt 1472 inwoners (volkstelling 2010).